# Plagithmysus yoshimotoi
Plagithmysus yoshimotoi là một loài bọ cánh cứng trong họ Cerambycidae.